# Hlaing Myo Aung
Hlaing Myo Aung (* 23. April 1996) ist ein myanmarischer Fußballspieler.

## Karriere
Hlaing Myo Aung spielte 2015 für Zwekapin United. Der Verein aus Hpa-an spielte in der ersten Liga des Landes, der Myanmar National League. Wo er 2016 gespielt hat, ist unbekannt. Von August 2017 bis Ende 2018 stand er bei Shan United unter Vertrag. Der Verein aus Taunggyi spielte ebenfalls in der ersten Liga. 2017 wurde er mit dem Verein myanmarischer Fußballmeister, 2018 feierte er mit Shan die Vizemeisterschaft. Im Finale des General Aung San Shield stand er 2017. Das Endspiel gegen Yangon United gewann man mit 2:1. 2019 wechselte er zum Ligakonkurrenten Yadanarbon FC nach Mandalay.

## Erfolge
Shan United
- Myanmar National League: 2017
- General Aung San Shield: 2017